# Materialismo storico

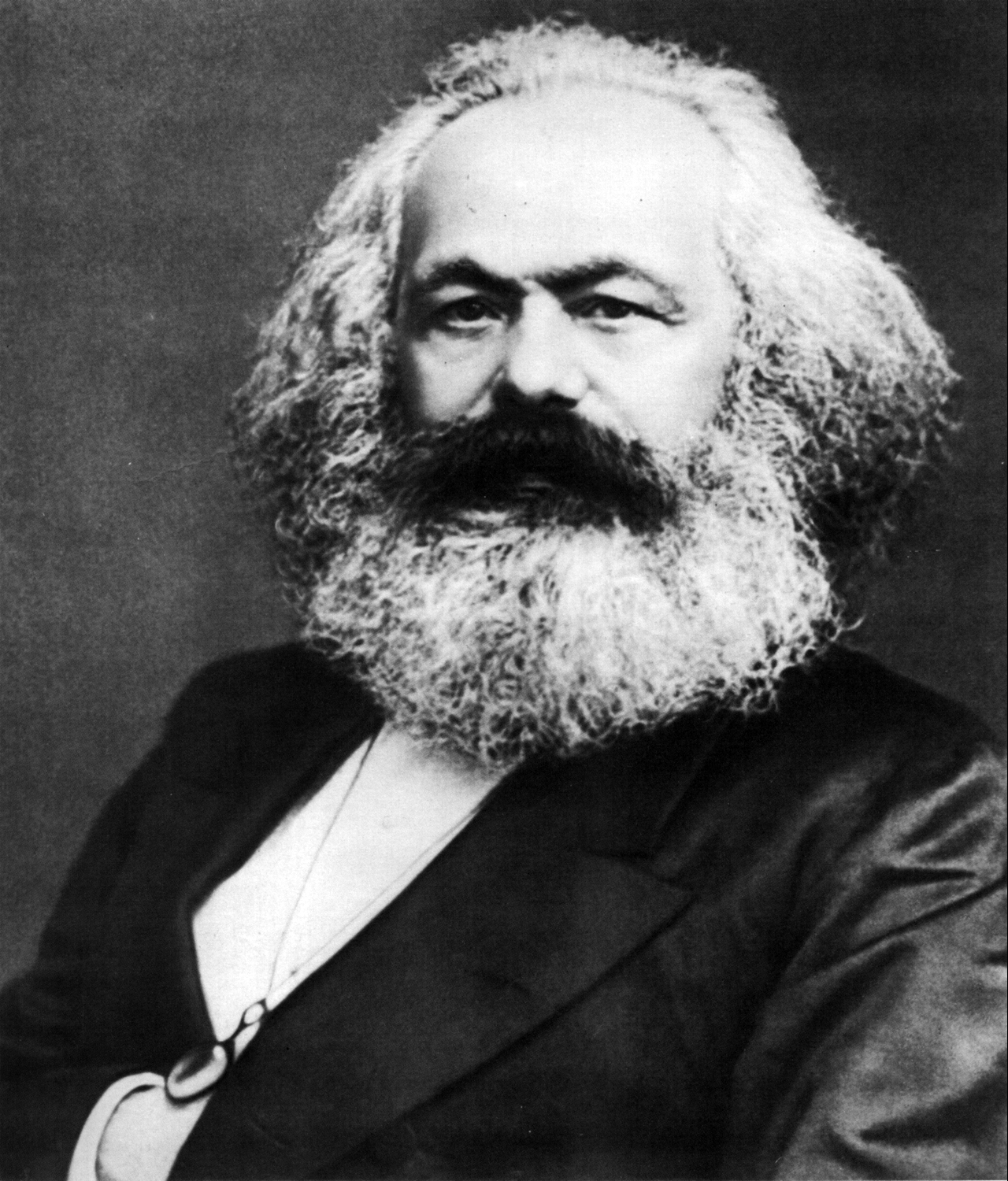
Karl Marx

Con materialismo storico si intende, nell'ambito dell'analisi marxiana di struttura e sovrastruttura, la concezione materialistica della storia intesa come storia delle società umane (materialistische Geschichtsauffassung) secondo il cosiddetto socialismo scientifico. L'uso di questa espressione, ma non il concetto, si deve soprattutto a Engels che la usò nel 1859 e negli ultimi anni della sua vita scrisse ripetutamente di «concezione materialistica della storia». Nella celebre Prefazione a Per la critica dell'economia politica (1859), Marx espone sinteticamente le categorie sopra menzionate di struttura e sovrastruttura e offre una rara quanto preziosa delucidazione del proprio metodo storiografico.
Basandosi sulla dialettica hegeliana e dunque sulla visione dialettica della storia come continuo evolversi dei rapporti servo-padrone, Marx formula il materialismo dialettico, che mantiene questa concezione dialettica della storia liberandola però del suo idealismo, che vede la dialettica come frutto dello scontro delle idee intese nel senso filosofico letterale, ossia valori assoluti ed esistenti su un piano d’esistenza ideale e pertanto assoluto. Marx introduce una concezione materialistica della dialettica, applicandola poi alla concezione della storia (intesa come storia umana), interpretandola certamente come frutto di valori e movimenti, ma in principio come conseguenza delle condizioni materiali che li generano (non considerandoli quindi come manifestazioni di idee, ma come conseguenze di realtà materiali strutturali). Tali condizioni materiali sono in primo luogo determinate dal sistema economico, che, nell’analisi marxiana, costituisce la struttura sulla quale si costruisce la sovrastruttura in ogni sua forma.

## Il materialismo
L'analisi di Karl Marx è materialistica perché considera come determinanti per lo sviluppo della storia umana e per la creazione di un ordine sociale diversi fattori strutturali materiali (si tratta cioè non di un materialismo ontologico, ma di un materialismo come approccio epistemologico-scientifico applicato alla scienza della storia, materialismo storico, appunto), in particolare tecnologici ed economici.
Questa visione della storia si differenzia da quella degli idealisti, che alla base dei cambiamenti politici e sociali pongono la politica, la filosofia, l'arte o la religione, quelli cioè che Marx chiama elementi sovrastrutturali.
Convinto della mutevolezza del mondo e di tutte le fasi, seguendo una prospettiva storica ma non storicistica, declinata alla luce del rovesciamento della dialettica di matrice hegeliana, Marx afferma la transitorietà del modo di produzione capitalistico. Secondo la prospettiva marxiana difatti è possibile superarlo in direzione di una nuova, superiore forma sociale.. Viene altresì considerata, nel Manifesto del Partito comunista di Marx ed Engels, la possibilità alternativa della comune rovina delle classi in lotta. 
Le affermazioni fondamentali di Marx sono le seguenti:
1. Le fondamenta economiche di una data società – che sono il modo in cui la ricchezza è prodotta e distribuita – determinano in generale il punto d'osservazione di quella società per quanto riguarda la condotta e le relazioni dei suoi membri, ma queste condizioni sociali sono esse stesse nel processo di cambiamento e costituiscono l'elemento dinamico e mutevole nella storia. Tali fondamenta costituiscono ciò che Marx denomina struttura o modo di produzione, al cui interno possiamo distinguere due aspetti: le forze produttive (ovvero il livello maggiore o minore di specializzazione - quindi, la divisione del lavoro - ; le tecniche impiegate nei processi produttivi) e  i rapporti di produzione, che forniscono il quadro giuridico e normativo entro il quale dette forze operano e si sviluppano.
2. Vi è un'evoluzione sociale, con nuove società, con diverse basi economiche, che scaturiscono dalle vecchie – a causa di certi elementi che si sono sviluppati in queste ultime. In particolare, all'interno di ogni modo di produzione, lo sviluppo delle forze produttive entra ad un certo punto in contrasto con i rapporti giuridici di produzione, che da iniziale stimolo allo sviluppo si sono convertiti in catene. Tale contrasto genera un periodo di sconvolgimenti rivoluzionari, che pongono la premessa per la definizione di nuovi rapporti e pertanto segnano il passaggio a un nuovo modo di produzione. I cambiamenti nella struttura economica avranno a loro volta ripercussioni sul piano sovrastrutturale, sulla politica, il diritto, le espressioni culturali in senso lato.
3. La storia, considerata come sviluppo dei rapporti di produzione e di distribuzione (e delle relative forme di proprietà che ne rappresentano il riflesso giuridico), è un susseguirsi di lotte di classe che sono tutte di natura politica, perché, anche se nascono per interessi particolari, in definitiva hanno come obiettivo il controllo del potere statale. Il capitalismo rappresenta l'ultima forma antagonistica di lotta di classe; il proletariato, classe oppressa, è anche classe universale, in quanto la propria esigenza di liberazione - particolare - interseca e collima con l'esigenza di liberazione dell'uomo da ogni forma di alienazione e sfruttamento - universale. Pertanto, il proletariato, liberando se stesso, libera di fatto l'intero genere umano da ogni forma di soggezione economica.
4. La storia è il risultato dell'azione delle condizioni sociali sull'uomo e dell'azione dell'uomo sulle condizioni sociali.

Questa idea di progresso storico risente anche dell'influsso dell'antropologia e dello storicismo, in particolare quello della concezione romantica della storia (Vico, Hegel), poi divenuta positivista (Comte) ed evoluzionistica. In un famoso saggio dal titolo Significato e fine della storia, Karl Lowith ha sostenuto il materialismo storico essere una versione secolarizzata di una teleologia della storia già presente, peraltro, in Agostino; lo stesso «Manifesto del partito comunista è anzitutto un documento profetico, un verdetto e un invito all'azione, ma non è assolutamente un'analisi puramente scientifica fondata su dati empirici». La storia sarebbe incamminata verso un fine - telos - che ne rappresenta il perfezionamento e coronamento. Il comunismo, in altre parole, ponendo fine a ogni antagonismo di classe, ad ogni forma di sfruttamento e alienazione, chiuderebbe la preistoria umana - così Marx nella già citata Prefazione all'opera Per la critica dell'economia politica - e inaugurerebbe il tempo della compiuta manifestazione del genere umano, in una versione terrena e secolarizzata, ma non meno densa di tensioni escatologiche, della città celeste prefigurata nell'opera La città di Dio.

## I modi di produzione
Marx distingue inoltre specifiche fasi, nella storia dei popoli, caratterizzate da varie e particolari condizioni e rapporti economici che vengono chiamate "modi di produzione". 
Essi sono:
- Il comunismo primitivo (Urkommunismus) la cui struttura materiale è costituita dalle elementari attività economiche (economia di sussistenza preistorica del paleolitico e mesolitico, la cosiddetta società dei cacciatori-raccoglitori) della caccia, dell'addomesticamento e dell'allevamento animale, dal raccogliere frutti e altri prodotti vegetali, da rudimentali esperimenti agricoli. La sovrastruttura ideale è data dalla semplicità del pensiero e del costume, dall'assenza di una istituzione statuale vera e propria e da concezioni religiose o protoreligiose, strettamente collegate ai cicli della natura.[8] Engels, sulla scorta di Morgan[9], distingue in questo modo di produzione due sottofasi[10]:

1. la fase "selvaggia" vera e propria, priva di qualsivoglia sovrastruttura permanente e con un legame strettissimo al mondo naturale, come si riscontra in alcune popolazioni aborigene delle foreste, e
2. la fase barbara, come quella delle popolazioni della Germania antica oltre i confini dell'Impero romano e degli indiani del Nord America prima dell'invasione degli europei. Nella società barbarica, nonostante non sia sviluppato uno Stato né una divisione del lavoro (salvo quella indotta da caratteristiche biologiche come il sesso o l'età), esistono alcune istituzioni di carattere tribale-gentilizio. Nel comunismo primitivo l'evoluzione sociale può essere delineata osservando il passaggio attraverso diversi tipi di matrimonio e diversi sistemi di parentela, essendo ancora la società basata su vincoli di sangue (ciò che Engels chiama "costituzione gentilizia"). Il surplus economico dato dal miglioramento delle tecniche dell'agricoltura e le conseguenti crescita e dispersione della popolazione hanno in diverse occasioni storiche condotto società di questo tipo ad evolvere (spesso in modo traumatico) in altre formazioni sociali.[8]

- Il modo di produzione asiatico cioè l'economia della rivoluzione urbana della mezzaluna fertile, che nasce nelle città-Stato della Mesopotamia e che ha il suo massimo sviluppo nei grandi imperi agricoli dell'Asia ma diffuso anche in altri continenti (per esempio nell'Antico Egitto dei faraoni o nel Sud America precolombiano), dove, per la necessità di organizzare vastissime opere di irrigazione e in seguito alla formazione di imperi in lunghe campagne di conquista militare, lo Stato si trova ad accentrare l'organizzazione economica dell'intera società. Le terre ed i mezzi di produzione sono proprietà pubblica, l'iniziativa economica privata è assente o pochissimo sviluppata, la produzione artistica e culturale è ricca sebbene diretta in modo dispotico. La casta dominante non si distingue dalla gerarchia politico-religiosa e si attribuisce qualità divine. Società di questo tipo sono piuttosto stabili e si sono mantenute nei continenti extraeuropei per millenni, spesso raggiungendo livelli tecnologici e culturali superiori alle civiltà basate sulla proprietà privata tipiche dell'Europa.[8]
- Il modo di produzione antico basato sulle prime città-Stato di tipo greco-romano, nato nelle poleis greche. Qui si sviluppa una vasta proprietà privata. Si formano le differenziazioni sociali tra famiglia e famiglia, tra ricchi e poveri, e l'élite al potere, costituita originariamente da capi militari-religiosi, forgia lo Stato per difendere i propri privilegi e si costituisce in classe dominante (aristocrazia). Spesso in questo modo di produzione lo Stato ha istituzioni democratiche (come la agorà greca), derivate in genere dalle strutture assembleari della costituzione gentilizia ma riadattate alla nuova organizzazione sociale con l'esclusione dei non cittadini, ossia stranieri, schiavi ecc. Religioni di carattere nuovo, generalmente politeiste, si sviluppano in questa fase e diventano strumenti di controllo politico e sociale come valvola di sfogo per la sofferenza della condizione sociale ed economica dei ceti oppressi e come giustificazione ideologica del potere statale.[8]
- Il modo di produzione schiavista, che ha avuto il suo culmine nell'Impero romano, nella quale l'antagonismo tra cittadini liberi e schiavi, già presente nella società antica soprattutto come risultato della sottomissione in guerra di altri popoli, diventa un decisivo fattore economico a causa dello sviluppo smisurato della parte di popolazione tenuta in schiavitù. Il lavoro servile nelle campagne costituisce la base economica fondamentale della società, gli schiavi sono una merce venduta ed acquistata dalla classe dominante dei proprietari di schiavi. L'origine degli schiavi non è solo bellica, ma è secondo Marx ed Engels anche il frutto del libero scambio di merci, che accumulando ricchezza e miseria pone la base per l'usura e l'indebitamento dei cittadini liberi, che può infine condurre alla formazione di latifondi e alla schiavitù per debiti, che demoliscono definitivamente l'apparente eguaglianza (perlomeno all'interno della comunità dei cittadini) della società antica. L'esistenza parassitaria dei ceti dominanti nelle città (a spese delle masse di schiavi) libera tempo e risorse per l'elaborazione di raffinati prodotti intellettuali, spesso in un clima di confronto aperto tra le diverse opinioni e interessi dei soli cittadini liberi.[8]
- Il modo di produzione feudale, tipica dell'Europa medioevale, basata sulla divisione del territorio in una gerarchia di feudi, appunto, intesi come proprietà personale delle famiglie aristocratiche al potere, che ne organizzano lo sfruttamento agricolo non più attraverso l'uso di schiavi (la schiavitù è ridotta ai livelli pre-schiavistici o addirittura abolita) ma col sistema della servitù della gleba, secondo il quale ogni contadino deve dividere il proprio lavoro tra quello libero sul proprio terreno che garantisce il sostentamento della sua famiglia (o su terreni di proprietà comune del villaggio) e quello obbligatorio a vantaggio del signore feudale. Nelle città si sviluppano lentamente il commercio, l'artigianato (inquadrato nelle corporazioni) e le prime attività bancarie, ma il mondo rurale resta protagonista dell'economia. Tipiche di questa fase sono le confessioni monoteiste ed un impianto ideologico volto a giustificare gerarchia, tradizioni ed immobilismo sociale. Il feudalesimo si è storicamente sviluppato in Occidente in seguito all'invasione del decaduto Impero romano da parte dei popoli barbari, che hanno trasformato le proprie istituzioni tardo-gentilizie innestandole sulle forze produttive create dallo schiavismo.[8]
- Il modo di produzione capitalista e borghese, dove l'avvento della manifattura e poi delle macchine azionate da energia meccanica  opera il crollo delle corporazioni artigianali medievali e apre la via alla grande industria capitalista, che sarà poi spettatrice della inevitabile crisi causata dallo scontro degli interessi privati e dal risveglio della coscienza di classe operaia. Ideologia dominante e religione vengono adeguate alla nuova struttura sociale, incoraggiando l'individualismo e la libera concorrenza. La forma statuale più adeguata è lo Stato nazionale, che garantisce omogeneità al mercato interno, retto in genere da un regime repubblicano o monarchico-costituzionale, spesso con un parlamento eletto più o meno democraticamente[8] (le democrazie di tipo censitario hanno, nell'Ottocento e nel Novecento, ceduto sempre più il passo a regimi a suffragio universale), anche se non mancano esempi, specie in reazione allo sviluppo della lotta di classe e quindi alla minaccia di una rivoluzione sociale, di Paesi capitalistici retti da dittature militari o fasciste. Un'altra caratteristica della fase capitalistica è il forte sviluppo del colonialismo e di nuove forme di imperialismo globale.[11]
- La futura società comunista (l'ultimo dei modi di produzione): in questa definitiva fase, che chiude il ciclo storico della società divisa in classi, tutti i mezzi di produzione passeranno unicamente nel possesso della comunità, scomparirà lo Stato (sostituito dalla "semplice amministrazione delle cose"), non vi saranno più distinzioni di classe, non esisterà più la famiglia come configurata nel passato, si dissolverà ogni tipo di religiosità non più necessaria per difendere i privilegi della classe dominante o per "consolare" gli oppressi. Si distinguono due sottofasi:

1. la fase inferiore (spesso chiamata "socialismo"), dove esistono ancora il denaro e il diritto e una forma di Stato in via di estinzione, poiché non si è ancora raggiunto un sufficiente livello di sviluppo delle forze produttive per garantire la sovrabbondanza universale; nella fase di transizione dal capitalismo al socialismo, dopo la conquista del potere politico da parte del proletariato, la lotta di classe dei salariati contro la borghesia assume la forma della dittatura del proletariato; questa fase non rappresenta un modo di produzione a sé stante ma soltanto l'organizzazione dello Stato durante la trasformazione rivoluzionaria della società, nel periodo in cui nel pianeta ancora convivono i modi di produzione capitalista e comunista.[8][12][13] In questa ottica si inseriscono i socialismi realizzati come quelli dei paesi comunisti.
2. la fase superiore (il comunismo vero e proprio), in cui queste istituzioni ereditate dalla società divisa in classi non hanno più ragione di esistere.[8]

### Il materialismo storico nell'applicazione pratica
Queste fasi non rappresentano stadi necessari dello sviluppo di ogni comunità umana, come dimostra il fatto che il modo di produzione asiatico non si è sviluppato in Europa e viceversa il feudalesimo e la successiva evoluzione capitalista non si sono generalmente verificati (se non per invasione/assimilazione) nelle zone del pianeta dove ha prevalso il modo di produzione asiatico, né d'altronde ogni società tende inevitabilmente ad evolversi verso le fasi "successive" visto che alcune di queste formazioni socioeconomiche sono rimaste stabili per millenni. In particolare, i rapporti tra i modi di produzione asiatico, antico e schiavista, e talvolta la loro stessa distinzione come modi di produzione diversi, sono oggetto di numerose interpretazioni e controversie entro lo stesso campo degli studiosi marxisti, ma mai trattati come una serie di fasi che si succedono meccanicamente in ogni luogo. Se di evoluzione necessaria si può parlare questa può al massimo valere solo per l'intera umanità nel suo complesso.
Nel periodo storico successivo a Marx, ad esempio in Unione Sovietica, ci furono rivoluzioni in cui si passò direttamente dal modo feudale al socialismo (come anche in molti altri paesi socialisti, come la Cina maoista), con tutti i problemi derivati dall'industrializzazione forzata (voluta anche per assecondare la teoria, in modo rigidamente determinista, cosa avversata dallo stesso Marx), evidenziati dalla critica fatta al Leninismo e allo Stalinismo (con le sue derivazioni) da parte del Trotskismo e da altri socialisti: il marxismo-leninismo, costruendo uno stato totalitario, gerarchico, nazionalista e burocratico per fare resistere il socialismo in un solo paese contro gli attacchi del mondo capitalista, avrebbe dato vita, secondo Lev Trotsky (che pure riteneva possibile e auspicabile la rivoluzione in Russia), a uno stato proletario deformato o degenerato, tradimento della teoria della temporanea dittatura del proletariato e dell'intera impalcatura marxista e materialista storica, in quanto persino anti-internazionalista e imperialista. Altre critiche, sempre più sostanziali che teoriche (non a Marx, quindi, ma alla distorsione pratica della teoria materialistica storica), sono venute dal socialismo riformista e dal revisionismo del marxismo; la forma meramente teorica del materialismo storico venne invece accettata anche da parte di molti gruppi socialdemocratici.
D'altronde, neppure il passaggio al comunismo è considerato inevitabile: diversi autori marxisti, come Rosa Luxemburg (teorica del socialismo rivoluzionario in opposizione al bolscevismo di Lenin) hanno parlato dell'alternativa "socialismo o barbarie", in analogia al passaggio del Manifesto dove si dice che in ogni fase storica la lotta di classe conduce o al rovesciamento rivoluzionario della classe dominante o alla rovina comune delle classi in lotta. Da questo punto di vista, se l'umanità non saprà instaurare il socialismo sul pianeta, non si avrà un capitalismo perpetuo bensì una qualche forma di collasso della società, anche se non di vera regressione alla fase barbara ma piuttosto a un nuovo feudalesimo o schiavismo; questo in quanto il capitalismo non è stabile e soffre di crisi economiche cicliche dovute alle sue molte contraddizioni intrinseche.